# Virgiliu N. Constantinescu
Virgiliu Niculae G. Constantinescu (n. 27 martie 1931, București – d. 31 ianuarie 2009, București) a fost un inginer român, membru titular al Academiei Române (din 1991) și președinte al acesteia în perioada 1994-1998. S-a remarcat și prin activitatea sa în mediul universitar, ca profesor universitar la Universitatea Politehnica București, fiind cunoscut drept unul dintre cei mai mari specialiști în domeniul lubrificației cu fluide. În perioada 1990-1992 a fost rector al Institutului Politehnic București și președinte al Conferinței Naționale a Rectorilor din România. În perioada  1997-2003, Virgiliu N. Constantinescu a fost ambasador al României în Belgia.

## Premii și distincții
- Premiul Aurel Vlaicu al Academiei Române (1957)[3]
- Premiul de Stat al RSR (1964)[3]
- Medalia „Meritul Științific” (26 septembrie 1966) „pentru merite deosebite în activitatea științifică, cu prilejul Centenarului Academiei Republicii Socialiste România”[4]
- Ordinul Meritul Științific (1966)[3]
- Titlul Profesor emerit (1983)[3]
- Medalia de aur pentru tribologie, Anglia (1996),[3]
- Ordinul Național „Pentru Merit” în grad de Mare Cruce (2000)[5]
- Ordinul Marie de Hongrie în grad de Cavaler, Belgia (2001)[3]
- Ordinul Leopold II în grad de Mare Cruce, Belgia (2003)[3]
- Ordinul național Steaua României în grad de Mare Ofițer (2008)[6]

De asemenea, a fost Doctor honoris causa al universităților din Poitiers, Liege, Timișoara, Cluj-Napoca, Suceava și al Academiei Tehnice Militare.

## Afilieri
- Academia Internațională de Astronautică
- Academia Europaea Londra
- Academia Europeană de Științe, Litere și Arte din Paris
- Academia Mondială de Arte și Științe, Washington
- Academia Europeană de Științe și Arte, Salzburg
- Academia Regală de Științe, Litere și Arte frumoase a Belgiei.